# Marie-Thérèse Bourgoin
Marie Thérèse Ètienne Bourgoin, född 1781 och död 1833, var en fransk skådespelare.
Bourgoin blev 1799 anställd vid Comédie-Française, där hon 1801 blev societär och lika berömd för sin skönhet som för sin kvicka tunga. Hon spelade med framgång såväl komedi som tragedi.